# Mustafa Ghouse
Mustafa Ghouse (* 19. August 1980 in Mumbai) ist ein ehemaliger indischer Tennisspieler.

## Karriere
Ghouse gab 1998 sein Profidebüt und war vor allem auf der ITF Future Tour erfolgreich. Auf dieser gewann er 2006 in Namibia seinen einzigen Einzeltitel, wohingegen er im Doppel zwischen 2002 und 2007 mit unterschiedlichen Partnern insgesamt 17 Futuretitel gewann. Ein Titelerfolg auf der ATP Challenger Tour blieb ihm ebenso verwehrt wie auf der ATP Tour. Auf letzterer erreichte er im Doppel einmal das Endspiel, als er 2006 in Mumbai mit Rohan Bopanna in die Finalrunde einzog. Die beiden unterlagen in dieser Mario Ančić und Mahesh Bhupathi knapp mit 4:6, 7:6 (8:6) und 8:10. Seine höchsten Weltranglistenpositionen erreichte er mit dem 500. Platz im Einzel am 28. Oktober 2002 und dem 131. Platz im Doppel am 20. August 2007.
Bei Asienspielen gelang Ghouse 2002 in Busan, wiederum im Doppel, ein Medaillenerfolg. An der Seite von Vishal Uppal sicherte er sich die Bronzemedaille. Vier Jahre darauf schied er in Doha mit Rohan Bopanna im Viertelfinale der Doppelkonkurrenz aus. Im Jahr 2008 beendete Ghouse seine Karriere.
Seit 2012 ist Ghouse als CEO von JSW Sports tätig, einer Tochterfirma der JSW Group.

## Erfolge
| Legende (Anzahl der Siege)                       |
| Grand Slam                                       |
| Tennis Masters Cup ATP World Tour Finals         |
| ATP Masters Series ATP World Tour Masters 1000   |
| ATP International Series Gold ATP World Tour 500 |
| ATP International Series ATP World Tour 250      |
| ATP Challenger Tour                              |

### Doppel

#### Finalteilnahmen
| Nr. | Datum           | Turnier | Belag     | Partner       | Finalgegner                 | Ergebnis          |
| --- | --------------- | ------- | --------- | ------------- | --------------------------- | ----------------- |
| 1.  | 1. Oktober 2006 | Mumbai  | Hartplatz | Rohan Bopanna | Mario Ančić Mahesh Bhupathi | 4:6, 7:66, [8:10] |